# Merocianina de Brooker
La merocianina de Brooker (MOED) és un tint orgànic pertanyent al grup de les merocianines. Destaca per les seves propietats solvatocròmiques, la qual cosa vol dir que canvia de color segons el dissolvent en el qual està dissolt.

## Síntesi
La merocianina de Brooke es pot prepar començant per la metilació de la 4-metilpiridina per produir el iodur d'1,4-dimetilpiridini. La reacció amb el 4-hidroxibenzaldehid i el tractament posterior amb una base aquosa (KOH) genera la merocianina de Brooker.